# Prodecatoma ahlaensis
Prodecatoma ahlaensis är en stekelart som beskrevs av Durgadas Mukerjee 1981. Prodecatoma ahlaensis ingår i släktet Prodecatoma och familjen kragglanssteklar. Inga underarter finns listade i Catalogue of Life.